# Тина Фей
Елизабет Стаматина „Тина“ Фей (на английски: Elizabeth Stamatina "Tina" Fey) (родена на 18 май 1970 г.) е американска актриса, комик, сценарист и продуцент. Най-известна е с работата си по комедийното шоу „На живо в събота вечер“ и по-точно с имитацията си на Сара Пейлин, както и за създаването на комедийния сериал „Рокфелер плаза 30“. Участва и във филми като „Гадни момичета“ (2004), „Майка под наем“ (2008), „Луда нощ“ (2011), „Сестри на макс“ (2015) и други.